# Eugeniusz Cezary Król

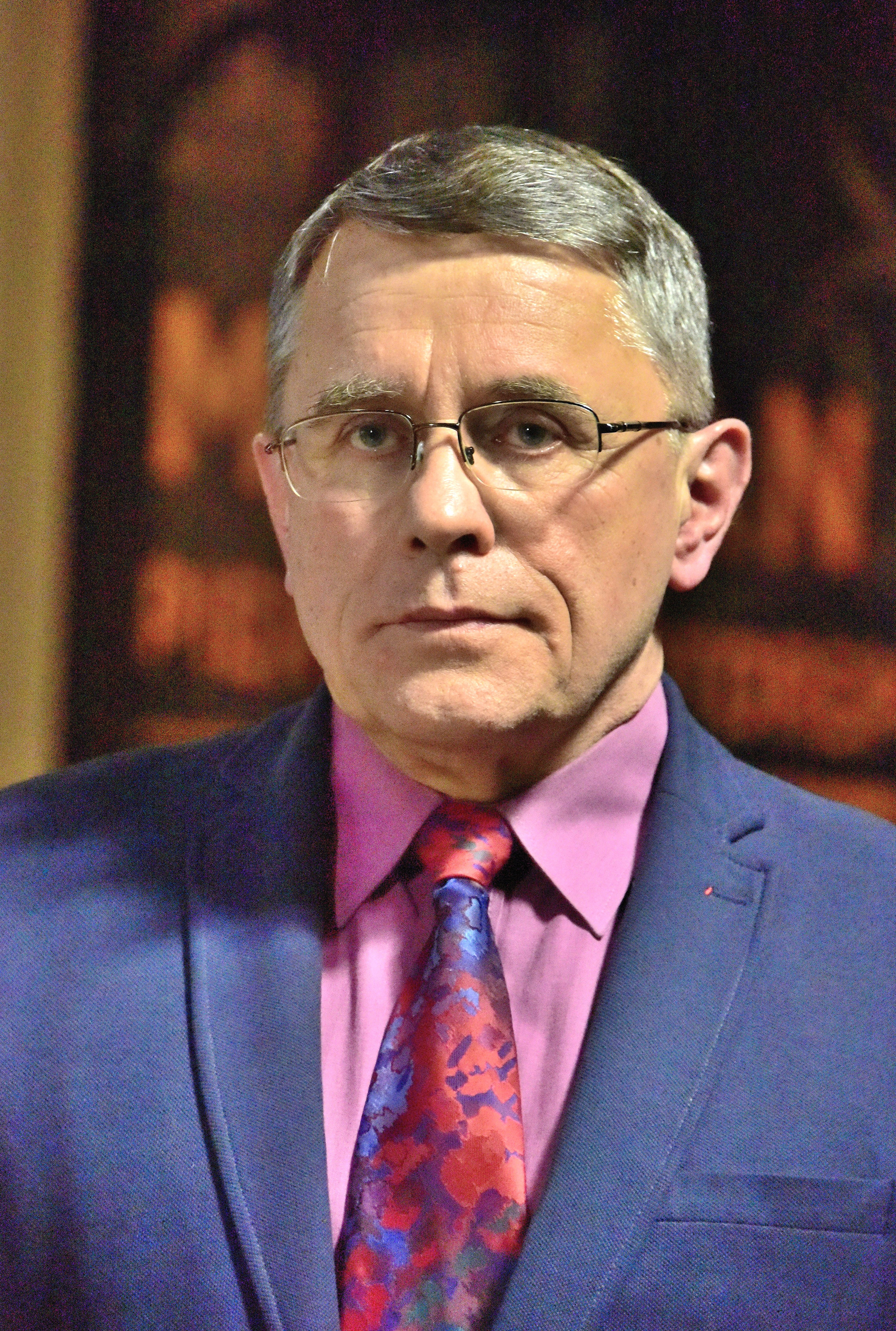
Eugeniusz Cezary Król (2017)

Eugeniusz Cezary Król (* 12. Januar 1947 in Warschau) ist ein polnischer Historiker und Professor für Geisteswissenschaften.

## Leben
Nach seinem Abschluss auf dem Gymnasium 1964 ging Król auf die Universität Warschau, wo er 1969 sein Studium abschloss. Von 1973 bis 1981 arbeitete er am Lehrerbildungsinstitut in Warschau, anschließend von 1981 bis 1991 am Instytut Zachodni in Posen und von Juni 1991 bis Februar 1993 am Institut für Bildungsforschung. 2007 wurde ihm der Titel des Professors für Geisteswissenschaften verliehen. Von 2012 bis 2016 war er Direktor am Instytut Studiów Politycznych Polskiej Akademii Nauk. Von 2016 bis 2019 arbeitete er als Dozent an der „Akademie der Schönen Künste“ in Warschau.
Für seine Bücher Propaganda i indoktrynacja narodowego socjalizmu w Niemczech 1919–1945 (deutsch: Propaganda und die Indoktrination des Nationalsozialismus in Deutschland 1919–1945) und Polska i Polacy w propagandzie narodowego socjalizmu w Niemczech 1919–1945 (deutsch: Polen und die Polen in der Propaganda des Nationalsozialismus in Deutschland 1919–1945) wurde Król 1999 und 2006 mit einem KLIO-Preis ausgezeichnet. Des Weiteren zeichnet er für die polnische Übersetzung des Buches Mein Kampf von Adolf Hitler verantwortlich, dessen wissenschaftlicher Herausgeber er ist.
| Personendaten    | Personendaten          |
| ---------------- | ---------------------- |
| NAME             | Król, Eugeniusz Cezary |
| KURZBESCHREIBUNG | polnischer Historiker  |
| GEBURTSDATUM     | 12. Januar 1947        |
| GEBURTSORT       | Warschau               |